# Cratere Chapman
Chapman è un cratere lunare di 76,83 km situato nella parte nord-orientale della faccia nascosta della Luna, a nord-est del cratere Rynin e a sud del grande cratere Poczobutt.
Chapman è un antico cratere, eroso al punto che ogni dettaglio è stato quasi cancellato ed ora è poco più che una depressione a tazza. Il bordo è circolare, ma interrotto nella zona sud da Chapman W. Unito al bordo sudorientale si trova un'altra depressione, resto di un cratere più piccolo e nella zona di contatto i bordi sono ulteriormente assottigliati.
Numerosi piccoli crateri si trovano sulle pendici sia interne che esterne, con una coppia di impatti unita al bordo nella zona ovest. Una sottile spaccatura si estende attraverso margine interno dal bordo occidentale sino a quello settentrionale. Il pianoro interno è povero di caratteristiche rispetto all'accidentato territorio circostante. Vi è una moderata concentrazione di piccoli crateri nel quadrante sudorientale.
Il cratere è dedicato all'astronomo inglese Sydney Chapman.

## Crateri correlati
Alcuni crateri minori situati in prossimità di Chapman sono convenzionalmente identificati, sulle mappe lunari, attraverso una lettera associata al nome.
| Chapman | Coordinate             | Diametro (in km) |
| ------- | ---------------------- | ---------------- |
| D       | 51°15′00″N 96°48′36″W  | 35,99            |
| M       | 48°37′48″N 100°34′48″W | 37,24            |
| V       | 50°54′36″N 104°17′24″W | 22,26            |